# Tongeia fischeri
Tongeia fischeri är en fjärilsart som beskrevs av Eduard Friedrich Eversmann 1843. Tongeia fischeri ingår i släktet Tongeia, och familjen juvelvingar. Inga underarter finns listade.

## Bildgalleri

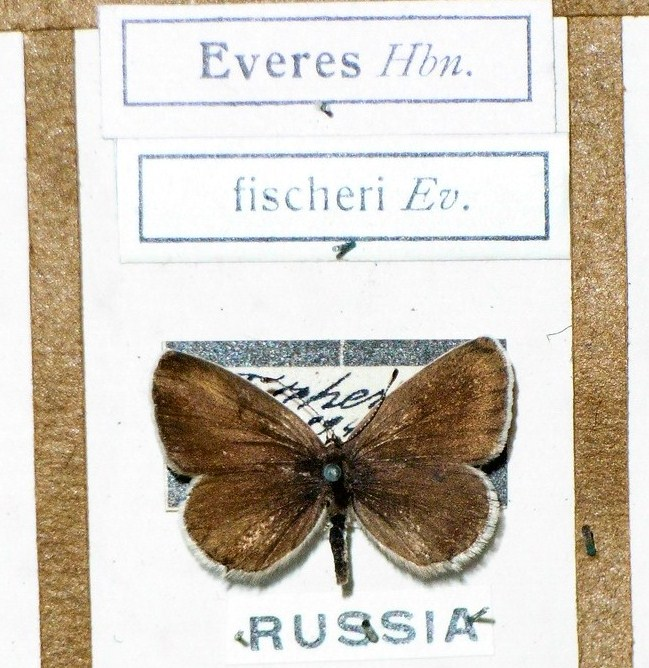